# 178
Het jaar 178 is het 78e jaar in de 2e eeuw volgens de christelijke jaartelling.

## Gebeurtenissen

### Italië
- De 14-jarige Bruttia Crispina treedt in het huwelijk met Commodus en krijgt van de Senaat de titel Augusta (keizerin). Dit tot ergernis van haar schoonzuster Lucilla.

### Balkan
- Keizer Marcus Aurelius en zijn zoon Commodus arriveren in Carnuntum (Pannonië), om aan de Donaugrens een veldtocht voor te bereiden tegen de Marcomannen.